# Margaret Sekaggya
Margaret Sekaggya est une avocate et défenseure des droits de l'homme ougandaise, née à Kimpala le 23 octobre 1949. Elle a travaillé pour les gouvernements de l'Ouganda et de la Zambie ainsi que pour l'Organisation des Nations unies.
Elle a travaillé comme magistrate à Lusaka de 1978 à 1982. De 1996 à 2009, elle est présidente de la Commission des droits de l'homme de l'Ouganda. Elle a également participé à la promulgation de la 4ème Constitution de l'Ouganda en 1995. Elle a été rapporteur spécial des Nations unies pour les défenseurs des droits de l'homme de 2008 à 2014.